# Tillandsia hauggiae
Tillandsia hauggiae är en gräsväxtart som beskrevs av Werner Rauh. Tillandsia hauggiae ingår i släktet Tillandsia och familjen Bromeliaceae. Inga underarter finns listade i Catalogue of Life.